# Бол, Кес
Кес Бол (нидерл. Cees Bol; род. 27 июля 1995, в Зандаме, Нидерланды)  — нидерландский  профессиональный шоссейный велогонщик, c 2019 года выступающий за команду мирового тура «Team Sunweb».
.

## Карьера
Кес Бол начал свою спортивную карьеру в 2014 году с командой Rabobank Development Team. В 2016 году он выиграл общий зачёт Олимпия Тур (голландская международная гонка для велогонщиков в возрасте до 23 лет).
В 2017 году он присоединился к команде SEG Racing Academy. И в 2018 году он одержал победу на этапе Тура Бретании и выиграл однодневку Flèche Ardennaise. В 2019 году он дебютировал в World Tour в команде Team Sunweb.

## Достижения
2016
1-й  — Олимпия Тур
4-й — Круг Уазы
8-й — Букль де ля Майен
10-й — Grand Prix de la ville de Pérenchies
10-й — Тур Фландрии U23
2018
1-й — Велошоссейный кубок Нидерландов
1-й — Wanzele Koerse
1-й — Flèche Ardennaise
2-й — Гран-при Марселя Кинта
2-й — Circuit des Ardennes
2-й — Мемориал Арно Валларда
2-й — Тур Северной Голландии
3-й — Lillehammer GP
3-й — Натионале Слёйтингспрейс
4-й — Midden-Brabant Poort Omloop
4-й — Тур Бретани
1-й  Очковая классификация
1-й на этапе 5
5-й — Хейстсе Пейл
5-й — Тур Оверэйссела
7-й — Слаг ом Норг
9-й — Фаменн Арденн Классик
10-й — Бенш — Шиме — Бенш
2019
1-й Нокере Курсе
1-й на этапе 7 Тур Калифорнии